# Museu de les Trementinaires
El Museu de les Trementinaires és un museu etnològic ubicat a Tuixent, a l'Alt Urgell, en el qual s'explica l'ofici de trementinaire. Aquesta activitat, exercida gairebé exclusivament per dones, consistia en la recol·lecció de plantes i olis essencials, l'elaboració de remeis (com la trementina, d'on prové el nom) i la seva comercialització en masies i pobles de tota Catalunya, al llarg de diverses rutes que recorrien sempre a peu.
El museu, situat a la planta baixa de l'ajuntament de Tuixent, allotja una exposició permanent en la qual s'explica la història d'aquest ofici i la seva implicació econòmica i social als diversos pobles de la vall de la Vansa. També recull les històries i els testimonis d'algunes de les dones que van desenvolupar aquesta activitat fins ben entrat el segle xx, com el cas de Maria Majoral —la Tamastima de Cornellana— (1887-1976), el d'Antònia Costa de Tuixent (1851-1921) o el de Sofia Montaner d'Ossera (1908-1996), la darrera trementinaire en actiu. El centre també allotja exposicions de caràcter temporal amb temàtiques diverses.
El museu va obrir les portes durant el mes de desembre de 1998 i forma part de la Ruta dels oficis d'ahir promoguda pel Consell Comarcal de l'Alt Urgell.

## Alguns remeis de les trementinaires
Cada trementinaire fabricava la seva pròpia trementina, que s'elabora extraient resina del pi roig i un cop purificada estava llesta per utilitzar. L'ús més freqüent és l'aplicació en forma de pegat sobre la zona afectada per combatre el dolor, cops, torçades, picades d'aranya o escurçó, úlceres i grans infectats.
| Nom de l'ungüent | Indicat per aquestes malalties                                                                           |
| ---------------- | --- |
| Oli d'avet       | Les seves aplicacions són per guarir malalties pulmonars i dels ronyons.                                 |
| Pega negra       | Pasta resinosa utilitzada per immobilitzar mans i peus del bestiar en cas de dislocació.                 |
| Oli de ginebró   | Remei destacat per eliminar els cucs de la panxa, tant de les persones com del bestiar.                  |
| Oli del tífus    | Oli compost per gran quantitat d'ingredients, molt sol·licitat durant els diferents brots de l'epidèmia. |
| Orella d'os      | La seva aigua és bona tant per les morenes com per guarir la tos més rebeca i el constipat.              |
| Corona de rei    | És una herba abortiva, utilitzada tant en les persones com en el bestiar.                                |
| Te de roca       | És una infusió estomacal i lleugerament purgant.                                                         |
| Salsufragi       | La seva infusió la recomanaven pel mal de pedra dels ronyons.                                            |
| Escabiosa        | Es prenia per depurar la sang i quan es tenia el xarampió. És sudorífera.                                |
| Sàlvia           | Es deia que guareix totes les malalties, clarifica la sang i és vulnerària.                              |
| Hisop            | Diu la dita: dues cullerades de flor d'hisop «tornen la mare a puesto i la filla a lloc».                |
| "Tabaco negre"   | Les trementinaires elaboraven aquest remei que guaria el garrotillo, (la diftèria) i el tifus.           |
| Serpildó         | La seva infusió és digestiva i bona per quan es té la tos ferina.                                        |